# Grit Jurack
Grit Jurack (født 22. oktober 1977 i Leipzig) er en tysk tidligere håndboldspiller, der i løbet af en lang karriere var en fysisk stærk venstrehåndet bagspiller, der hørte til verdenseliten.
Som helt ung spillede hun 1989 til 1993 for BSV Schönau Leipzig, derefter for HC Leipzig indtil 2001, hvor hun skiftede til Ikast/Bording EH. I 2003/2004 var hun tilbage i HC Leipzig, inden hun vendte tilbage til Danmark og spillede 2004 til karrierestoppet i 2012 for Viborg Håndboldklub, med hvilken hun blev flere gange dansk mester og dansk pokalmester samt tre gange vinder af EHF Champions League.
Hun debuterede på det tyske landshold 23. januar 1996 mod USA. Da hun i foråret 2012 sagde stop for landsholdskarrieren, havde hun spillet 305 kampe for Tyskland og scoret 1579 mål; begge dele er tysk rekord.
Den 31. juli 2009 bekendtgjorde Grit og kæresten Michael Döring, at de efter planen ventede deres første barn, og derfor spillede den tyske bagspiller ikke i sæsonen 2009/10. Hun vendte efter barslen tilbage til tophåndbold, indtil en alvorlig skulderskade satte en stopper for hendes karriere i august 2012, hvor hun ellers havde et år tilbage af sin kontrakt med Viborg HK.

## Sportslige meritter
- Vinder af Champions League med Viborg HK i 2006, 2009 og 2010
- Vinder af klub-EM med Viborg HK i 2006
- Vinder af EHF Cup'en med Ikast Bording i 2002
- Dansk mester med Viborg HK i 2006 og 2008
- Dansk pokalmester med Ikast Bording i 2002 og med Viborg HK i 2006, 2007 og 2008
- Tysk mester med HC Leipzig i 1998 og 1999
- Tysk pokalmester med HC Leipzig i 1996 og 2000
- 3.-plads ved VM i 1997 og 2007
- 4.-plads ved EM i 1996, 2006 og 2008
- 5.-plads ved EM i 2004
- 6.-plads ved OL i 1996
- 6.-plads ved VM i 2005
- 7.-plads ved VM i 1999
- 9.-plads ved EM i 2000
- 11.-plads ved OL i 2008
- 12.-plads ved VM i 2003

## Personlige meritter
- Årets tyske håndboldspiller i 1999, 2000, 2001 og 2007
- Topscorer ved VM i 2007
- På Allstar-holdet ved VM i 2007